# Тибето-монгольський договір дружби
Тибето-монгольський договір дружби і взаємодопомоги (тиб. བོད་སོག་ཆིངས་ཡིག་, монг. Монгол-Төвөдийн гэрээ)  — договір між Монголією і Тибетом, підписаний 29 грудня 1912 року (11 січня 1913) в столиці Монголії місті Урга (тепер Улан-Батор). Це перший договір, в якому обидві країни брали участь в якості абсолютно самостійних суб'єктів міжнародного права з моменту розпаду імперії Цін.

## Історія підписання
Після Синьхайської революції і падіння імперії Цін Тибет і Зовнішня Монголія оголосили про свою незалежність. В обох країнах затверджувалися теократичні монархії. У договорі сторони задекларували взаємне визнання, постулювали власну спільність і спорідненість на основі «жовтої віри», взяли на себе зобов'язання надавати одна одній всіляку підтримку «проти зовнішніх і внутрішніх ворогів», декларували вільну міждержавну торгівлю і ще ряд статей такого ж загального характеру. З боку Тибету його підписали особистий наставник і представник Далай-лами XIII хамбо-лама Доржієв Агван і тибетські чиновники; з монгольської — міністр закордонних справ да-лама Нягт-Білегт Равдан і головнокомандувач Манлай-Батор Дамдінсурен.
Текст договору монгольською мовою у 1982 році опублікувала Монгольська академія наук, а у 2007 році оригінальну версію тибетською мовою знайшли в монгольських архівах.

## Правові питання
Перед підписанням договору Доржієв зустрівся з російським дипломатом Іваном Коростовцем і повідомив, що Тибет хоче укласти договір з Монголією і Росією. Коростовець відповів, що «Халха вже проголосила свою незалежність, визнану Росією», не заперечував проти укладення договору Тибету з Монголією, але був проти договору Тибету з Росією.
Разом з тим, пересилаючи текст угоди в МЗС Російської імперії, Коростовець відзначав в супровідній депеші що договір «не представляє політичного значення і не заслуговує назви міжнародного акту» з огляду на «неправомочність сторін», оскільки обидві країни формально перебували в складі Китайської республіки, хоча він не позбавлений «деякої симптоматичності», є «протестом проти китайського суверенітету, який нав'язували як Тибету, так і Монголії». Однак, внаслідок того, що договір з Росією 1912 р. за способом його вироблення і укладення був документом про визнання Монголії незалежною державою, тому визнання нею Тибету в 1913 р. також стало правомочним міжнародним актом, що не вимагав санкції третьої сторони. Внаслідок цього договір розглядають як легітимне визнання Тибету суб'єктом міжнародного права.
Новини про підписання договору стривожили британську дипломатію, котра побоювалася його використання Російською імперією в її політиці стосовно Тибету.